# Liste des œuvres graphiques de Tony Garnier

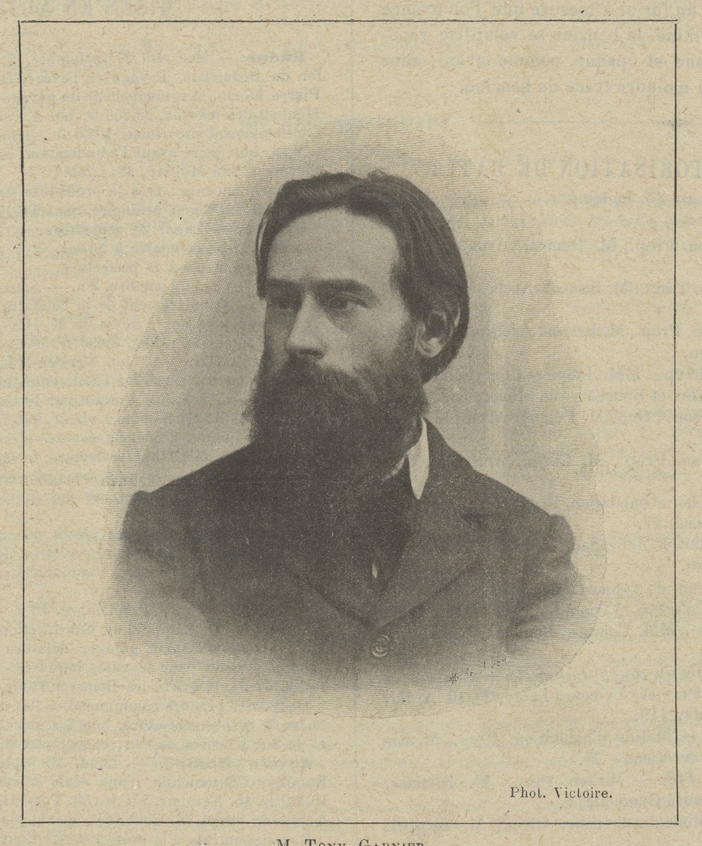
Portait de Tony Garnier paru dans le journal La Construction lyonnaise no 18, du 16 septembre 1899.

La plupart des œuvres graphiques de Tony Garnier sont conservées au musée des Beaux-Arts, au sein de la Fondation Renaud et aux Archives municipales de Lyon.
Le fonds Tony Garnier du musée des Beaux-Arts provient du don de sa veuve, du dépôt de l'État et du don du comité « Tony Garnier », soit près de 350 pièces (œuvres graphiques, photographies, etc.).

## Œuvres
Le tableau présente les œuvres avec les descriptions suivantes : 
- Œuvre : l'œuvre, si possible source originale, dans une image de la meilleure résolution possible.
- Titre : est indiqué le titre usuel, avec en note les ouvrages où l'œuvre est présente.
- Date : les œuvres sont classées par date ; celles sans date ou de date non renseignée sont en bas de liste.
- Technique : les techniques employées par Tony Garnier, avec en appel de note la description physique avec les particularités.
- Dimensions : les dimensions de l'œuvre, et non du support de cette dernière.
- Localisation : lieu de conservation actuel.
- Projet : indication du projet dans lequel s'inscrit l'œuvre.
- Remarques : le numéro d'inventaire avec en appel de note l'historique de conservation et la bibliographie éventuelle.
- Expositions : la liste des expositions où l'œuvre a été présentée.

Le tableau est triable à l'aide des flèches de titre de colonnes.
| Œuvre                                   | Titre | Date                                                        | Technique | Dimensions                                       | Localisation                                                               | Projet                                                   | Remarques | Expositions                                                                     |
| --------------------------------------- | --- | ----------------------------------------------------------- | --- | ------------------------------------------------ | -------------------------------------------------------------------------- | -------------------------------------------------------- | --- | ------------------------------------------------------------------------------- |
|                                         | La Seine aux Andelys | 1887, 12 septembre                                          | Encre et lavis | Lg = 48 cm H = 31,3 cm                           | Musée des beaux-arts de Lyon                                               |                                                          | |                                                                                 |
|                                         | Persépolis | 1890                                                        | Encre de Chine et aquarelle | Lg = 53 cm H = 106 cm                            | École nationale supérieure des Beaux-Arts                                  | Concours d'histoire de l'architecture de 2e classe       | |                                                                                 |
|                                         | Paris, rue de Buci | 1893, 23 octobre                                            | Aquarelle, crayon noire sur papier. Signature au crayon graphite et encre noire                                                 | Lg = 24 cm H = 38 cm                             | Musée des Beaux Arts de Lyon                                               |                                                          | Numéro d'inventaire 1952-93 Biblio. |                                                                                 |
|                                         | La Jonchère | 1894, 7 mars                                                | Peinture |                                                  | Musée des Beaux Arts de Lyon                                               |                                                          | |                                                                                 |
|                                         | Un Palais pour les Expositions et les Fêtes | 1895                                                        | |                                                  |                                                                            | Deuxième grand prix de Rome d'architecture               | |                                                                                 |
|                                         | Les Bois communaux | 1896, 5 octobre                                             | Aquarelle | Lg = 75 cm H = 40 cm                             | Collection Weckerlin                                                       |                                                          | |                                                                                 |
|                                         | Une église votive dans un lieu de pèlerinage célèbre                                                                                            | 1897                                                        | |                                                  |                                                                            | Deuxième grand prix de Rome d'architecture               | |                                                                                 |
|                                         | Paris, 5, rue de Furstemberg | 1897, 22 janvier                                            | Pastel |                                                  | Musée des Beaux Arts de Lyon                                               |                                                          | |                                                                                 |
|                                         | Hôtel pour le siège central d'une banque d’État, élévation                                                                                      | 1899                                                        | Lavis, encre de chine et gouache                                                                                                | Lg = 197,5 cm H = 73,5 cm                        | Musée des Beaux Arts de Lyon                                               | 1er grand prix de Rome                                   | La Construction lyonnaise du 01/10/1899 |                                                                                 |
|                                         | Rome, Villa Médicis | 1900, 2 mars                                                | Aquarelle |                                                  |                                                                            |                                                          | |                                                                                 |
|                                         | Le rocher de Terracina, | 1900, 9 mars                                                | Crayon et aquarelle | Lg = 54 cm H = 27 cm                             | Collection Weckerlin                                                       |                                                          | |                                                                                 |
|                                         | Plan d'ensemble | 1899-1900 (v1)                                              | Tirage photographique |                                                  | Musée des Beaux-Arts de Lyon                                               | Cité industrielle                                        | Numéro d'inventaire : 1952-39 bis | Paris, 1990                                                                     |
|                                         | Quartier d'habitation, perspective axonométrique                                                                                                | 1901-1904                                                   | |                                                  | Cité de l'architecture et du patrimoine, Centre d'archives de l'IFA, Paris |                                                          | Fonds Lods, Marcel (1891-1978) 323 AA Planche 72 |                                                                                 |
|                                         | Quartier d'habitation, perspective d'une rue | 1901-1904                                                   | |                                                  | Cité de l'architecture et du patrimoine, Centre d'archives de l'IFA, Paris |                                                          | Fonds Lods, Marcel (1891-1978) 323 AA Planche 73 |                                                                                 |
|                                         | Quartier d'habitation, perspective d'une rue | 1901-1904                                                   | |                                                  | Cité de l'architecture et du patrimoine, Centre d'archives de l'IFA, Paris |                                                          | Fonds Lods, Marcel (1891-1978) 323 AA Planche 77 |                                                                                 |
|                                         | Salles d'expositions temporaires, perspective extérieure                                                                                        | 1901-1904                                                   | |                                                  | Cité de l'architecture et du patrimoine, Centre d'archives de l'IFA, Paris |                                                          | Fonds Lods, Marcel (1891-1978) 323 AA Planche 24 |                                                                                 |
|                                         | Rome, le Forum | 1902, 28 novembre                                           | Dessin au lavis d'encre de chine, gouache blanche, mine de plomb sur papier vélin très fin                                      | Lg = 195,7 cm H = 57,3 cm                        | Collection Fondation Renaud                                                |                                                          | |                                                                                 |
|                                         | Rome, Villa Médicis | 1903, 10 juin                                               | Aquarelle, crayon et gouache | Lg = 24 cm H = 19 cm                             | Musée des Beaux Arts de Lyon                                               | Villa Médicis                                            | |                                                                                 |
|                                         | Rome, Villa Médicis | 1903, 13 juin                                               | Aquarelle sur traits de crayon graphite, rehauts de gouache blanche sur papier aquarelle verni                                  | Lg = 27,7 cm H = 18,3 cm                         | Musée des Beaux Arts de Lyon                                               | Villa Médicis                                            | Numéro d'inventaire : 1970-635 plusieurs aquarelles entre 1900 et 1904                                                                                                 |                                                                                 |
|                                         | Villa d'Este à Tivoli | 1903, octobre                                               | Tableau à la gouache sur papier                                                                                                 | Lg = 36 cm H = 43,5 cm                           | Collection Fondation Renaud                                                |                                                          | |                                                                                 |
|                                         | L'Acropole, Athènes | 1903, 29 octobre                                            | Aquarelle |                                                  |                                                                            |                                                          | |                                                                                 |
|                                         | Athènes | 1903, novembre                                              | Aquarelle | Lg = 60 cm H = 35 cm                             | Collection Weckerlin                                                       |                                                          | |                                                                                 |
|                                         | Rome | 1904                                                        | Crayon et aquarelle | Lg = 45 cm H = 31 cm                             | Musée des Beaux-Arts de Lyon                                               | 1952-101                                                 | |                                                                                 |
|                                         | Le Colisée | 1904                                                        | Crayon et aquarelle | Lg = 50 cm H = 30 cm                             | Collection Louis Piessat                                                   |                                                          | |                                                                                 |
|                                         | Plan et élévation de villa, avec croquis de la Villa Médicis à Rome et de la Villa d'Este à Tivoli                                              | 1904                                                        | Tirage d'architecte avec rehauts à l'aquarelle sur papier collé sur carton                                                      | Lg = 36,8 cm H = 50,9 cm                         | Musée des beaux-arts de Lyon                                               | Villa Médicis                                            | numéro d'inventaire : ENSBA DES 125 Collection antérieure : Lyon, École des Beaux-Arts, 2017                                                                           |                                                                                 |
|                                         | Tusculum, vue générale | 1904                                                        | Aquarelle |                                                  | Musée des Beaux Arts de Lyon                                               | Tusculum                                                 | 1952-26 |                                                                                 |
|                                         | Tusculum, restauration, Acropole, élévation | 1904                                                        | Gouache, encre et plume | Lg = 79 cm H = 35,5 cm                           | Musée des Beaux Arts de Lyon                                               | Tusculum                                                 | Numéro d'inventaire : 1952-30 Biblio. | Lyon, 2007                                                                      |
|                                         | Tusculum, restauration, ville haute et ville basse, élévation                                                                                   | 1904                                                        | Gouache, encre de Chine et plume, crayon noir, crayon graphite sur papier fin contrecollé sur papier plus épais                 | Lg = 80,7 cm H = 30,2 cm                         | Musée des beaux-arts de Lyon                                               | Tusculum                                                 | Numéro d'inventaire 1952-29 Biblio. | Lyon, 2007                                                                      |
|                                         | Tusculum, coupe longitudinale Forum | 1904                                                        | Encre et aquarelle | Lg = 83,8 cm H = 30,2 cm                         | Académie d'architecture                                                    | Tusculum                                                 | Numéro d'inventaire : 1952-27, fonds Paul Bigot |                                                                                 |
|                                         | Tusculum, plan général | 1904                                                        | Crayon, encre et aquarelle |                                                  | Musée des Beaux Arts de Lyon                                               | Tusculum                                                 | |                                                                                 |
|                                         | Tusculum, vue aérienne de la ville haute | 1904                                                        | Crayon, encre et aquarelle | Lg = 78 cm H = 120 cm                            | Musée des Beaux Arts de Lyon                                               | Tusculum                                                 | Numéro d'inventaire : 1970-716 |                                                                                 |
|                                         | Tusculum, coupe longitudinale et plan de masse théatre                                                                                          | 1904                                                        | Encre et aquarelle |                                                  | Musée des Beaux Arts de Lyon                                               | Tusculum                                                 | |                                                                                 |
|                                         | Tusculum, restauration, plan de masse Forum | 1904                                                        | Crayon, encre et aquarelle | Lg = 62,5 cm H = 85 cm                           | Musée des Beaux Arts de Lyon                                               | Tusculum                                                 | |                                                                                 |
|                                         | Tusculum, détails au quart | 1904                                                        | Crayon sur calque | Lg = 57,5 cm H = 53 cm                           | Musée des Beaux Arts de Lyon                                               | Tusculum                                                 | Numéro d'inventaire : 1970-718 |                                                                                 |
|                                         | Projet d'habitations A-B en bordure du parc de la Tête d'Or                                                                                     | 1904                                                        | Tirage d'architecte rehaussé à la pierre noire, à l'aquarelle et vernis sur papier collé sur carton vert                        | Lg = 36,7 cm H = 24,5 cm                         | Musée des beaux-arts de Lyon                                               | Projet d'habitation au bord du parc de la Tête d'or      | Numéro d'inventaire ENSBA DES 119 |                                                                                 |
|                                         | Projets d'habitations en bordure du parc de la Tête d'Or à Lyon. Habitation C, le cloître                                                       | 1904, 30 novembre                                           | Crayon bleu, gouache et aquarelle sur papier collé sur papier vert contrecollé sur carton                                       | Lg = 21,33 cm H = 15,3 cm                        | Musée des beaux-arts de Lyon                                               | Projet d'habitation au bord du parc de la Tête d'or      | Numéro d'inventaire ENSBA DES 121 |                                                                                 |
|                                         | Projet d'habitations D-E en bordure du parc de la Tête d'Or                                                                                     | 1904                                                        | Tirage d'architecte rehaussé au crayon bleu, à l'aquarelle, à la gouache et vernis sur papier collé sur carton gris             | Lg = 22,2 cm H = 39,4 cm                         | Musée des beaux-arts de Lyon                                               | Projet d'habitation au bord du parc de la Tête d'or      | Numéro d'inventaire ENSBA DES 122 |                                                                                 |
|                                         | Projet d'habitations en bordure du parc de la Tête d'Or - Construction en béton de ciment armé                                                  | 1904                                                        | Tirage d'architecte rehaussé à la gouache et à l'aquarelle sur papier brun collé sur carton Technique:                          | Lg = 28,6 cm H = 34 cm                           | Musée des beaux-arts de Lyon                                               | Projet d'habitation au bord du parc de la Tête d'or      | Numéro d'inventaire ENSBA DES 112 |                                                                                 |
|                                         | Projet d'habitations en bordure du parc de la Tête d'Or                                                                                         | 1904, 30 novembre                                           | Tirage d'architecte à l'encre rouge rehaussé à la gouache et vernis, sur papier moucheté collé sur papier vert collé sur carton | Lg = 30,5 cm H = 22,5 cm                         | Musée des beaux-arts de Lyon                                               | Projet d'habitation au bord du parc de la Tête d'or      | Numéro d'inventaire ENSBA DES 113 |                                                                                 |
|                                         | Projet pour une Bourse du travail. Salle de séance                                                                                              | 1904                                                        | |                                                  | Musée des Beaux-Arts de Lyon                                               |                                                          | Numéro d'inventaire 1952-64 |                                                                                 |
|                                         | Le Pont de la Guillotière. Lyon | 1905                                                        | Huile sur toile | Lg = 47 cm H = 27 cm                             | Musée des Beaux-Arts de Lyon                                               |                                                          | Numéro d'inventaire 1952-92 |                                                                                 |
|                                         | Lyon (vue depuis la Croix-Rousse) | 1905                                                        | Gouache ou tempora | Lg = 100 cm H = 60 cm                            | Collection Louis Piessat                                                   |                                                          | |                                                                                 |
|                                         | Mon atelier, Villa Médicis, Porta Pinciana | 1905, 7 juin                                                | Crayon, gouache et aquarelle | Lg = 40 cm H = 30 cm                             | Collection Pierre Jaume                                                    |                                                          | |                                                                                 |
|                                         | Projet de désaffectation de l'Hôtel-Dieu et de construction du nouveau quartier, perspective vue de la place de la République à 60 m de hauteur | 1905, 9 août                                                | |                                                  |                                                                            |                                                          | |                                                                                 |
|                                         | Villa Médicis | 1905, décembre                                              | Tableau à l'huile sur contreplaqué                                                                                              | L = 23,6 cm H = 33 cm                            | Collection Fondation Renaud                                                |                                                          | |                                                                                 |
|                                         | Plan de construction Vacherie Tête d'Or | 1906, 15 janvier                                            | Plan imprimé |                                                  | Archives municipales de Lyon                                               | Vacherie du parc de la Tête d'Or                         | |                                                                                 |
|                                         | Athènes | 1908                                                        | Aquarelle |                                                  | Musée des Beaux Arts de Lyon                                               |                                                          | |                                                                                 |
|                                         | Théâtre d'Orange | 1908                                                        | Crayon, aquarelle et gouache | L = 23 cm H = 17 cm                              | Collection particulière                                                    |                                                          | |                                                                                 |
|                                         | Marché aux bestiaux et abattoirs de La Mouche - Vue perspective d'ensemble                                                                      | 1908, 24 juin                                               | |                                                  | Bibliothèque municipale de Lyon                                            | Grands travaux de la ville de Lyon                       | Numéro d'inventaire HE 00428 |                                                                                 |
|                                         | Marseille, entrée du vieux port | 1909                                                        | gouache | Lg = 93 cm H = 23 cm                             | Musée des Beaux-Arts de Lyon                                               |                                                          | |                                                                                 |
|                                         | Environs de Marseille | 1909                                                        | Gouache | Lg = 93 cm H = 23 cm                             | Musée des Beaux-Arts de Lyon                                               |                                                          | 1952-95 |                                                                                 |
|                                         | Marché aux bestiaux et abattoirs de La Mouche, Lyon : habitation du gardien. Plans et coupes                                                    | 1910                                                        | |                                                  | Cité de l'architecture et du patrimoine, Centre d'archives de l'IFA, Paris |                                                          | Fonds Garnier, Tony (1869-1948). 015 Ifa Objet GARTO-A-10 |                                                                                 |
|                                         | Hôpital de Grange Blanche. Section des maladies contagieuses : Vue de l'entrée, et 2 vues de la terrasse des contagieux,                        | 1911, février                                               | Reproduction héliographique |                                                  | Bibliothèque municipale de Lyon                                            | Grands travaux de la ville de Lyon                       | Numéro d'inventaire HE 00428 |                                                                                 |
|                                         | Hôpital de Grange Blanche. Vue d'une allée desservant les pavillons, et d'un service pour montrer les sous-sols                                 | 1911, 16 février                                            | Reproduction héliographique |                                                  | Bibliothèque municipale de Lyon                                            | Grands travaux de la ville de Lyon                       | Numéro d'inventaire HE 00428 |                                                                                 |
|                                         | Abattoirs de la Mouche - plan charpente métallique 3                                                                                            | 1913, 15 mars                                               | Plan imprimé |                                                  | Archives municipales de Lyon                                               | Abattoirs de la Mouche                                   | Cote 948WP-9 |                                                                                 |
|                                         | Abattoirs de la Mouche - plan charpente métallique                                                                                              | 1913, 13 octobre                                            | Plan imprimé |                                                  | Archives municipales de Lyon                                               | Abattoirs de la Mouche                                   | Cote 923WP-369 |                                                                                 |
|                                         | Abattoirs de la Mouche - charpente détail 1-2 demi-ferme du cours                                                                               | 1914, janvier                                               | Plan imprimé |                                                  | Archives municipales de Lyon                                               | Abattoirs de la Mouche                                   | Cote 933WP-10 |                                                                                 |
|                                         | Abattoirs de la Mouche - plan charpente métallique 2                                                                                            | 1914, 13 janvier                                            | Plan imprimé |                                                  | Archives municipales de Lyon                                               | Abattoirs de la Mouche                                   | Cote 948WP-9 |                                                                                 |
|                                         | Abattoirs de la Mouche - charpente renforcement diagonales 1                                                                                    | 1914, 14 janvier                                            | Plan imprimé |                                                  | Archives municipales de Lyon                                               | Abattoirs de la Mouche                                   | Cote 948WP-9 |                                                                                 |
|                                         | Abattoirs de la Mouche - charpente renforcement diagonales 2                                                                                    | 1914, 14 janvier                                            | Plan imprimé |                                                  | Archives municipales de Lyon                                               | Abattoirs de la Mouche                                   | Cote 948WP-9 |                                                                                 |
|                                         | L'usine métallurgique | 1917, 28 mai                                                | Tirage sur papier, aquarelle | Lg = 62,4 cm H = 42,3 cm                         | Musée des Beaux Arts de Lyon                                               | Cité industrielle                                        | Numéro d'inventaire : 1952-38 |                                                                                 |
|                                         | Les hauts-fourneaux | 1917, 3 juillet                                             | Tirage sur papier + Aquarelle                                                                                                   | Lg = 62,4 cm H = 42,3 cm                         | Musée des Beaux-Arts de Lyon                                               | Cité industrielle                                        | Numéro d'inventaire : 1952-39 | Berlin, 2000 Paris, 1990                                                        |
|                                         | Sanatorium franco-américain. Plan d'ensemble | 1917, 5 août                                                | Reproduction héliographique |                                                  | Bibliothèque municipale de Lyon                                            | Grands travaux de la ville de Lyon                       | Numéro d'inventaire : HE 00428 |                                                                                 |
|                                         | Sanatorium franco-américain. Vue d'ensemble | 1917, 18 août                                               | Reproduction héliographique |                                                  | Bibliothèque municipale de Lyon                                            | Grands travaux de la ville de Lyon                       | Numéro d'inventaire : HE 00428 |                                                                                 |
|                                         | Stade pour les sports athlétiques, entrée avenue Leclère                                                                                        | 1917, 19 septembre                                          | Reproduction héliographique |                                                  | Bibliothèque municipale de Lyon                                            | Grands travaux de la ville de Lyon                       | Numéro d'inventaire : HE 00428 |                                                                                 |
|                                         | Les établissements sanitaires | 1917, 30 octobre                                            | Tirage d'architecte redessiné à l'aquarelle, gouache et crayon de couleur sur papier                                            | Lg = 62,4 cm H = 42,3 cm                         | Musée des Beaux-Arts de Lyon                                               | Cité industrielle                                        | Numéro d'inventaire : 1952-34 | Paris, 1990 Lyon, 2017-2018                                                     |
|                                         | Les services publics | 1917, 30 novembre                                           | Tirage d'architecte redessiné à l'aquarelle, gouache et crayon de couleur sur papier                                            | Lg = 62,4 cm H = 42,3 cm                         | Musée des Beaux-Arts de Lyon                                               | Cité industrielle                                        | Numéro d'inventaire : 1952-37 | Tokyo, 1996 Marseille, 1987 Paris, 1990 Paris, 1994 Paris, 2001 Lyon, 2017-2018 |
|                                         | Le Barrage des eaux | 1917, 30 novembre                                           | Tirage sur papier, colorisé à l'aquarelle                                                                                       | Lg = 62,4 cm H = 42,3 cm                         | Musée des Beaux Arts de Lyon                                               | Cité industrielle                                        | Numéro d'inventaire : 1952-36. | Paris, 1990                                                                     |
|                                         | La Terrasse sur la vallée | 1917, 30 novembre                                           | Tirage, aquarelle, gouache, encre brune sur papier                                                                              | Lg = 62,4 cm H = 42,3 cm                         | Musée des Beaux-Arts de Lyon                                               | Cité industrielle                                        | Numéro d'inventaire : 1952-35 | Valence, 2001 Lyon, 2017-2018                                                   |
|                                         | La salle d'assemblée de la "Cité industrielle"                                                                                                  | 1917                                                        | Tirage hélio |                                                  | Cité de l'architecture et du patrimoine, Centre d'archives de l'IFA, Paris |                                                          | Fonds Garnier, Tony (1869-1948). 015 Ifa Objet GARTO-A-17 |                                                                                 |
|                                         | La salle d'assemblée de la Cité industrielle : plan                                                                                             | 1917                                                        | |                                                  | Cité de l'architecture et du patrimoine, Centre d'archives de l'IFA, Paris |                                                          | Fonds Garnier, Tony (1869-1948). 015 Ifa Cote : 15-01-01 |                                                                                 |
|                                         | Lyon | 1918                                                        | Aquarelle et pastel |                                                  | Musée des Beaux Arts de Lyon                                               |                                                          | |                                                                                 |
|                                         | Monument aux morts pour le parc de l'est de Lyon (2eme projet)                                                                                  | 1918                                                        | Reproduction héliographique |                                                  | Bibliothèque municipale de Lyon                                            | Monuments aux morts                                      | Numéro d'inventaire : HE 00428 |                                                                                 |
|                                         | Monument aux morts de La Croix-Rousse (projet) - vue depuis la place de la république                                                           | 1918, 15 avril                                              | Fusain et fixatif sur papier transparent imprégné vert, grattage                                                                | Lg = 105 cm H = 106 cm                           | Musée des Beaux Arts de Lyon                                               | Monuments aux morts                                      | Numéro d'inventaire : 1970-572 |                                                                                 |
|                                         | Monument aux morts de la Croix-Rousse (projet) - vue depuis la place Bellevue, avec l'extrémité de la rue de la République prolongée            | 1918, 14 juin                                               | crayon sur calque | Lg = 67,5 cm H = 51,5 cm                         | Musée des Beaux-Arts de Lyon                                               | Monuments aux morts                                      | Numéro d'inventaire : 1970-569 |                                                                                 |
|                                         | Monument aux morts de la Croix-Rousse (projet) - vue du pont Saint-Clair                                                                        | 1918, 14 juin                                               | Crayon sur calque | Lg = 90,5 cm H = 76,5 cm                         | Musée des Beaux Arts de Lyon                                               | Monuments aux morts                                      | Numéro d'inventaire : 1970-574 |                                                                                 |
|                                         | Projet pour la banque Crédit Lyonnais, ville de Lyon                                                                                            | 1918, 27 juin                                               | |                                                  |                                                                            |                                                          | |                                                                                 |
|                                         | Monument aux morts pour le parc de l'est de Lyon (2e projet)                                                                                    | 1918, 27 juin                                               | Reproduction héliographique |                                                  | Bibliothèque municipale de Lyon                                            | Monuments aux morts & Grands travaux de la ville de Lyon | Numéro d'inventaire : HE 00428 |                                                                                 |
|                                         | Monument aux morts de la Croix-Rousse (3e projet)                                                                                               | 1918                                                        | Photographie redessinée au crayon noir et crayon blanc sur papier vélin                                                         | Lg = 39 cm H = 48,7 cm                           | Musée des Beaux-Arts de Lyon                                               | Monuments aux morts                                      | Numéro d'inventaire : 1970-585 |                                                                                 |
|                                         | Monument aux morts de la Croix-Rousse (3eme projet) - boulevard de la Croix-Rousse                                                              | 1918                                                        | Reproduction héliographique |                                                  | Bibliothèque municipale de Lyon                                            | Monuments aux morts                                      | Numéro d'inventaire : HE 00428 |                                                                                 |
|                                         | Évocation antique, acropole revisitée | 1918, 10 novembre                                           | Dessin au fusain, mine de plomb et craie blanche sur papier calque                                                              | L = 67 cm H = 45 cm                              | Collection Fondation Renaud                                                |                                                          | |                                                                                 |
|                                         | Port en Orient | 1918, 10 novembre                                           | |                                                  |                                                                            |                                                          | |                                                                                 |
|                                         | Projet d'installation d’un service central des postes à l'Hôtel-dieu - Vue depuis le pont Wilson                                                | 1919, 09 janvier                                            | Reproduction héliographique |                                                  | Bibliothèque municipale de Lyon                                            | Grands travaux de la ville de Lyon                       | Numéro d'inventaire : HE 00428 |                                                                                 |
|                                         | Monument aux morts (projet numéro 2) | 1919, 2 juin                                                | Crayon noir, crayon graphite et fusain sur papier calque et fixatif                                                             | Lg = 72,8 cm H = 29,3 cm                         | Musée des Beaux Arts de Lyon                                               | Monuments aux morts                                      | Numéro d'inventaire : 1970-596 |                                                                                 |
|                                         | Bourse du Travail à Lyon - Coupe sur la salle des congrès (projet)                                                                              | 1919, 28 septembre                                          | Reproduction héliographique |                                                  | Bibliothèque municipale de Lyon                                            | Grands travaux de la ville de Lyon                       | Numéro d'inventaire : HE 00428 |                                                                                 |
|                                         | Bourse du Travail à Lyon - Plan général (projet)                                                                                                | 1919, 22 octobre                                            | Reproduction héliographique |                                                  | Bibliothèque municipale de Lyon                                            | Grands travaux de la ville de Lyon                       | Numéro d'inventaire : HE 00428 |                                                                                 |
|                                         | Saint-Rambert | 1919, 20 novembre                                           | Dessin au fusain, mine de plomb et encre noire sur papier calque                                                                | Lg = 32,5 cm H = 26,4 cm                         | Collection Fondation Renaud                                                |                                                          | |                                                                                 |
|                                         | Médaillon E.D.A Lyon | 1919, 18 décembre                                           | Dessin au fusain et mine de plomb sur papier calque                                                                             | Lg = 38,1 cm H = 27,4 cm                         | Collection Fondation Renaud                                                |                                                          | |                                                                                 |
|                                         | Arbres | 1919 (?)                                                    | Lithographie rehaussée de pastels sur papier vélin industriel                                                                   | L = 29,7 cm H = 21,6 cm                          | Collection Fondation Renaud                                                |                                                          | |                                                                                 |
|                                         | Projet pour la Bourse du travail à Lyon. Accès par l'avenue Berthelot (haut). Accès sur la place Jean Macé (bas)                                | 1920, janvier                                               | Reproduction héliographique |                                                  | Bibliothèque municipale de Lyon                                            | Grands travaux de la ville de Lyon                       | Numéro d'inventaire : HE 00428 |                                                                                 |
|                                         | Projet pour la Bourse du travail à Lyon. La place intérieure                                                                                    | 1920, 31 janvier                                            | Reproduction héliographique |                                                  | Bibliothèque municipale de Lyon                                            | Grands travaux de la ville de Lyon                       | Numéro d'inventaire : HE 00428 |                                                                                 |
|                                         | Stade pour les sports athlétiques - le portique et le quartier des athlètes                                                                     | 1920, 14 et 15 avril                                        | Reproduction héliographique |                                                  | Bibliothèque municipale de Lyon                                            | Grands travaux de la ville de Lyon                       | Numéro d'inventaire : HE 00428 |                                                                                 |
|                                         | Stade pour les sports athlétiques - Vue d'ensemble                                                                                              | 1920, 4 mai                                                 | Reproduction héliographique |                                                  | Bibliothèque municipale de Lyon                                            | Grands travaux de la ville de Lyon                       | Numéro d'inventaire : HE 00428 |                                                                                 |
|                                         | Stade de Gerland, environnement | 1920                                                        | Crayon graphite et encre de Chine grattés et fixés sur papier calque                                                            | Lg = 131 cm H = 63,5 cm                          | Musée des beaux-arts de Lyon                                               | Grands travaux de la ville de Lyon                       | Mode d'acquisition : don du Comité Tony Garnier, 1970 Biblio |                                                                                 |
|                                         | Hôpital de Grange-Blanche - Plan d'ensemble sous-sols                                                                                           | 1920, 6 mai                                                 | Reproduction héliographique |                                                  | Bibliothèque municipale de Lyon                                            | Grands travaux de la ville de Lyon                       | Numéro d'inventaire : HE 00428 |                                                                                 |
|                                         | Hôpital de Grange-Blanche - Plan d'ensemble rez de chaussée                                                                                     | 1920, 23 juillet                                            | Reproduction héliographique |                                                  | Bibliothèque municipale de Lyon                                            | Grands travaux de la ville de Lyon                       | Numéro d'inventaire : HE 00428 |                                                                                 |
|                                         | Sans titre | 1920, 25 juillet                                            | Crayon et aquarelle | Lg = 70 cm H = 50 cm                             | Collection Paul Ambronelli                                                 |                                                          | |                                                                                 |
|                                         | Sans titre | 1920, 15 octobre                                            | Crayon et aquarelle | Lg = 44 cm H = 55 cm                             | Collection Paul Ambronelli                                                 |                                                          | |                                                                                 |
|                                         | Monument aux morts de la Tête-d’Or, Lyon | 1920-1930                                                   | Photographie (1 épr. NB) |                                                  | Cité de l'architecture et du patrimoine, Centre d'archives de l'IFA, Paris | Monuments aux morts                                      | Fonds Garnier, Tony (1869-1948). 015 Ifa Objet GARTO-A-20 Vue de trois dessins, au crayon, de détails du premier projet du monument. Sculpteur : Jean-Baptiste Larrivé |                                                                                 |
|                                         | Concours pour le Monument aux morts de la Tête-d’Or, Lyon                                                                                       | 1920-1930                                                   | Photographie |                                                  | Cité de l'architecture et du patrimoine, Centre d'archives de l'IFA, Paris | Monuments aux morts                                      | Fonds Garnier, Tony (1869-1948). 015 Ifa Cote : 15-02-01 Vue de 3 perspectives                                                                                         |                                                                                 |
|                                         | Jardin du musée des Beaux-Arts de Lyon | 1921                                                        | Tirage sur papier, encre noire                                                                                                  | Lg = 47,5 cm H = 64 cm                           | Musée des Beaux Arts de Lyon                                               | Musée des Beaux Arts de Lyon                             | Numéro d'inventaire 2006-1 | Lyon, 2015                                                                      |
|                                         | Allée d'arbres | 1921, 5 avril                                               | Dessin au lavis d'encre de Chine, fusain et mine de plomb sur papier calque                                                     | Lg = 34,6 cm H = 21,6 cm                         | Collection Fondation Renaud                                                |                                                          | |                                                                                 |
|                                         | Temple sur la colline | 1921, 9 avril                                               | Dessin au fusain et mine de plomb sur papier calque                                                                             | Lg = 53 cm H = 30 cm                             | Collection Fondation Renaud                                                |                                                          | |                                                                                 |
|                                         | Arbres | 1921, 30 avril                                              | Dessin au fusain, mine de plomb, craie blanche et encre noire sur papier calque                                                 | Lg = 49,8 cm H = 34,3 cm                         | Collection Fondation Renaud                                                |                                                          | |                                                                                 |
|                                         | Étude de villa | 1921, 1er mai                                               | Dessin au fusain, mine de plomb sur papier calque avec traces de craie blanche                                                  | Lg = 161 cm H = 40 cm                            | Collection Fondation Renaud                                                |                                                          | |                                                                                 |
|                                         | Escalier | 1921, 7 juin                                                | |                                                  |                                                                            |                                                          | |                                                                                 |
|                                         | Entrée d'une villa | 1921, 9 juin                                                | Dessin au fusain sur papier calque                                                                                              | Lg = 142 cm H = 33 cm                            | Collection Fondation Renaud                                                |                                                          | |                                                                                 |
|                                         | Colonnes pour le musée des Beaux-Arts | 1921, 21 juin                                               | Dessin au fusain, mine de plomb et craie blanche sur papier calque                                                              | Lg = 36,5 cm H = 52,5 cm                         | Collection Fondation Renaud                                                |                                                          | |                                                                                 |
|                                         | Villa Mlle Bachelard, St-Rambert (Lyon), 7 rue de la Mignonne, projet de patio                                                                  | 1921, 2 juillet                                             | Étude, tirage sur papier verni                                                                                                  | Lg = 83 cm H = 70 cm                             | Musée des Beaux Arts de Lyon                                               | Villas                                                   | Numéro d'inventaire : 1952-51 |                                                                                 |
|                                         | Terrasse de la Villa de l'architecte à St-Rambert, 1 rue de la Mignonne                                                                         | 1921, 8 juillet                                             | Fusain et crayon noir fixé sur calque                                                                                           | Lg = 104,5 cm H = 53 cm                          | Musée des Beaux-Arts de Lyon                                               | Villas                                                   | |                                                                                 |
|                                         | Villa Mme Garnier à St-Rambert, 5 rue de la Mignonne, vue du jardin                                                                             | 1921, 14 juillet                                            | Tirage redessiné à la gouache, crayon de couleur, pastel sur papier aquarelle vernis                                            | Lg = 52 cm H = 40 cm                             | Musée des Beaux-Arts de Lyon                                               | Villas                                                   | Numéro d'inventaire : 1952-52 |                                                                                 |
|                                         | Allée d'arbres | 1921, 10 août                                               | Dessin au fusain, mine de plomb, craie blanche (encre noire ?) sur papier calque                                                | Lg = 38 cm H = 57 cm                             | Collection Fondation Renaud                                                |                                                          | |                                                                                 |
|                                         | Collines féminisées | 1921, 27 août                                               | Dessin au fusain sur papier calque                                                                                              | Lg = 50,5 cm H = 29 cm                           | Collection Fondation Renaud                                                |                                                          | |                                                                                 |
|                                         | Projet de villa | 1921, 28 août                                               | Dessin au fusain, mine de plomb et craie blanche sur papier calque                                                              | Lg = 151,3 cm H = 33,7 cm                        | Collection Fondation Renaud                                                |                                                          | |                                                                                 |
|                                         | L'entrée aux piliers | 1921, 30 août                                               | Dessin au fusain et craie blanche sur papier calque                                                                             | Lg = 161 cm H = 37 cm                            | Collection Fondation Renaud                                                |                                                          | |                                                                                 |
|                                         | Terrasse avec colonnades et arbres | 1921, 20 septembre                                          | Dessin au fusain et à la mine de plomb sur papier calque                                                                        | Lg = 164,4 cm H = 47 cm                          | Collection Fondation Renaud                                                |                                                          | |                                                                                 |
|                                         | Chemin et mur de propriété au bord de l'eau no 2                                                                                                | 1921, 26 septembre                                          | Dessin au fusain, mine de plomb et graphite (?) sur papier calque                                                               | Lg = 29,2 cm H = 41,1 cm                         | Collection Fondation Renaud                                                |                                                          | |                                                                                 |
|                                         | Perspective et étude de villa | 1921, 11 octobre                                            | Dessin au fusain et crayon sur papier calque                                                                                    | Lg = 135 cm H = 35 cm                            | Collection Fondation Renaud                                                |                                                          | |                                                                                 |
|                                         | Villa et cyprès | 1921, 29 octobre                                            | Dessin au fusain, mine de plomb et craie blanche sur papier calque                                                              | Lg = 145,7 cm H = 55,7 cm                        | Collection Fondation Renaud                                                |                                                          | |                                                                                 |
|                                         | Arbre solitaire | 1921, 9 décembre                                            | Dessin au fusain, mine de plomb et craie blanche sur papier calque                                                              | Lg = 40,3 cm H = 28,3 cm                         | Collection Fondation Renaud                                                |                                                          | |                                                                                 |
|                                         | Barrage | 1921, 12 décembre                                           | Crayon noir et encre noire brossée, gratté et fixé sur papier calque. Date à l'encre noire                                      | Lg = 41 cm H = 69,5 cm                           | Musée des beaux-arts de Lyon                                               |                                                          | Numéro d'inventaire : 1970-636 |                                                                                 |
|                                         | Projet d'usine | 1921, 12 décembre                                           | Fusain et pierre noire sur papier calque                                                                                        | Lg = 70,2 cm H = 41 cm                           | Musée des Beaux-Arts de Lyon                                               |                                                          | Numéro d'inventaire : 1970-635 |                                                                                 |
|                                         | Monument aux morts sur la colline de Chaillot, Paris 16e, perspective intérieure du monument                                                    | 1921                                                        | Tirage rehaussé au crayon |                                                  | Cité de l'architecture et du patrimoine, Centre d'archives de l'IFA, Paris | Monuments aux morts                                      | Fonds Garnier, Tony (1869-1948). 302 AA Cote : TG-DES-003-01-01 |                                                                                 |
|                                         | École d'enseignement pratique et théorique des arts. Vue d'ensemble                                                                             | 1921                                                        | Reproduction héliographique |                                                  | Bibliothèque municipale de Lyon                                            | Grands travaux de la ville de Lyon                       | Numéro d'inventaire : HE 00428 |                                                                                 |
|                                         | École d'enseignement pratique et théorique des arts. Une des cours intérieures et entrée principale                                             | 1921                                                        | Reproduction héliographique |                                                  | Bibliothèque municipale de Lyon                                            | Grands travaux de la ville de Lyon                       | Numéro d'inventaire : HE 00428 |                                                                                 |
|                                         | École d'enseignement pratique et théorique des arts. La grande galerie                                                                          | 1921                                                        | Reproduction héliographique |                                                  | Bibliothèque municipale de Lyon                                            | Grands travaux de la ville de Lyon                       | Numéro d'inventaire : HE 00428 |                                                                                 |
|                                         | École municipale de tissage et de broderie | 1921                                                        | Reproduction héliographique |                                                  | Bibliothèque municipale de Lyon                                            | Grands travaux de la ville de Lyon                       | Numéro d'inventaire : HE 00428 |                                                                                 |
|                                         | Villa de Tony Garnier à St Rambert (Lyon), aménagement intérieur coin de feu                                                                    | 1922, 14 janvier                                            | Crayon graphite, fusain et vernis sur papier calque.                                                                            | Lg = 50,5 cm H = 39,2 cm                         | Musée des Beaux Arts de Lyon                                               | Villas                                                   | Numéro d'inventaire : 1970-660 |                                                                                 |
|                                         | paysage nocturne, vue de Fourvière depuis la Saône                                                                                              | 1922, 8 mars                                                | |                                                  | Musée des beaux-arts de Lyon                                               |                                                          | Numéro d'inventaire : 1982-50 Biblio. |                                                                                 |
|                                         | Villa au bord de l'eau | 1922, 16 avril                                              | Dessin au fusain et mine de plomb sur papier calque                                                                             | Lg = 149 cm H = 28,5 cm                          | Collection Fondation Renaud                                                |                                                          | |                                                                                 |
|                                         | Paysage | 1922, 16 mai                                                | |                                                  |                                                                            |                                                          | |                                                                                 |
|                                         | Escalier | 1922, 18 mai                                                | |                                                  |                                                                            |                                                          | |                                                                                 |
|                                         | Escalier | 1922, 22 mai                                                | |                                                  |                                                                            |                                                          | |                                                                                 |
|                                         | Intérieur | 1922, 6 octobre                                             | |                                                  |                                                                            |                                                          | |                                                                                 |
|                                         | Saint-Didier-au-Mont-d'Or, villa du docteur Gros, projet 2                                                                                      | 1922, 15 octobre                                            | Tirage d'architecte redessiné au crayon gris et verni sur papier                                                                | Lg = 102 cm H = 77 cm                            | Musée des Beaux-Arts de Lyon                                               | Villas                                                   | Numéro d'inventaire : 1952-88 | Villefranche-sur-Saône, 2014-2015                                               |
|                                         | Monument aux morts de l'île aux cygnes, projet aux 2 colonnes                                                                                   | 1922, 11 décembre                                           | Fusain, pierre noire, crayon graphite et encre de Chine fixés sur papier transparent                                            | Lg = 99 cm H = 70,5 cm et Lg = 86 cm H = 48,5 cm | Musée des Beaux Arts de Lyon                                               | Monuments aux morts                                      | Numéros d'inventaire : 1970-642 et 1970-553 |                                                                                 |
|                                         | Monument aux morts de l’Île aux Cygnes, projet                                                                                                  | 1922, 12 décembre                                           | |                                                  |                                                                            | Monuments aux morts                                      | |                                                                                 |
|                                         | Monument aux morts de l'île aux cygnes, projet aux 6 colonnes                                                                                   | 1922, 19 décembre                                           | Mine de plomb et fusain sur calque                                                                                              |                                                  | Musée des Beaux Arts de Lyon                                               | Monuments aux morts                                      | Numéros d'inventaire : 1970-550, 1970-47 et 1952-47 |                                                                                 |
|                                         | Monument aux morts de l’Île aux Cygnes du parc de la Tête d’Or, Lyon (concours) : perspective                                                   | 1923                                                        | Fusain, vernis sur tirage à l'encre noir                                                                                        |                                                  | Cité de l'architecture et du patrimoine, Centre d'archives de l'IFA, Paris | Monuments aux morts                                      | Fonds Garnier, Tony (1869-1948). 302 AA Cote : TG-DES-002-01-01 |                                                                                 |
|                                         | Saint-Didier-au-Mont-d'Or, patio de villa, projet                                                                                               | 1923, 15 janvier                                            | Vernis, papier vélin épais | Lg = 78,5 cm H = 62,5 cm                         | Musée des Beaux-Arts de Lyon                                               | Villas                                                   | Numéro d'inventaire : 1952-50 |                                                                                 |
|                                         | Vue générale de la villa Gros, perspective et salle de séjour                                                                                   | 1923, 26 janvier (annotation b.dr. au crayon : "St Didier") | Tirage d'architecte | Lg = 89 cm H = 43 cm                             | Musée des Beaux-Arts de Lyon                                               | Villas                                                   | Numéro d'inventaire : 1982-86 |                                                                                 |
|                                         | Vue du patio de la villa Gros | 1923, 7 février                                             | |                                                  |                                                                            | Villas                                                   | |                                                                                 |
|                                         | Aménagement du confluent - Projet de cinéma | 1924, 26 mars                                               | Tirage | Lg = 48 cm H = 36 cm                             | Musée des Beaux-Arts de Lyon                                               |                                                          | Numéro d'inventaire : 1970-638 |                                                                                 |
|                                         | Pavillon de Lyon à l'exposition internationale des Arts décoratifs et industriels modernes (Paris 1925)                                         | 1924, 29 mars                                               | Tirage d'architecte sur papier                                                                                                  | Lg = 77 cm H = 50,5 cm                           | Musée des Beaux-Arts de Lyon                                               |                                                          | Numéro d'inventaire : 1982-96 |                                                                                 |
|                                         | Étude de barrage | 1924, 26 avril                                              | |                                                  |                                                                            |                                                          | |                                                                                 |
|                                         | Allée d'arbres | 1924, 20 mai                                                | Dessin au fusain, mine de plomb, craie blanche et gomme sur papier calque                                                       | L = 180,6 cm H = 43 cm                           | Collection Fondation Renaud                                                |                                                          | |                                                                                 |
|                                         | Projet pour le palais de la Société des Nations à Genève                                                                                        | 1924, 16 juin                                               | Reproduction héliographique |                                                  | Bibliothèque municipale de Lyon                                            | Recueil de dessins par T. Garnier                        | Numéro d'inventaire : HE 01760 |                                                                                 |
|                                         | Projet pour le palais de la Société des Nations à Genève                                                                                        | 1924, 21 juin                                               | |                                                  |                                                                            |                                                          | |                                                                                 |
|                                         | Pavillon de Lyon à l'exposition internationale des Arts décoratifs et industriels modernes (Paris 1925)                                         | 1924, 06 septembre                                          | Tirage d'architecte sur papier                                                                                                  | Lg = 79,5 cm H = 47,5 cm                         | Musée des Beaux-Arts de Lyon                                               |                                                          | Numéro d'inventaire : 1982-95 |                                                                                 |
|                                         | Projet imaginaire pour la maison d'un céramiste                                                                                                 | 1924, 13 septembre                                          | Tirage d'architecte redessiné au crayon graphite sur papier vernis, gratté                                                      | Lg = 96 cm H = 64,5 cm                           | Musée des Beaux-Arts de Lyon                                               | Villas                                                   | Numéro d'inventaire : 1952-91 |                                                                                 |
|                                         | Projet d'illuminations | 1924, 17 septembre                                          | |                                                  |                                                                            |                                                          | |                                                                                 |
|                                         | Pavillon de Lyon à l'exposition internationale des Arts décoratifs et industriels modernes (Paris 1925) - Hall d'entrée                         | 1924                                                        | Tirage d'architecte rehaussé, pierre noire, crayon graphite et peinture dorée, vernis sur papier                                | Lg = 106 cm H = 92 cm                            | Musée des Beaux-Arts de Lyon                                               |                                                          | Numéro d'inventaire : 1952-63 |                                                                                 |
|                                         | Projet pour le palais de la Société des Nations à Genève                                                                                        | 1924                                                        | Tirage d'architecte rehaussé au fusain, crayon graphite, peinture dorée, fixatif sur papier                                     |                                                  | Musée des Beaux-Arts de Lyon                                               |                                                          | Numéro d'inventaire : 1952-42 |                                                                                 |
|                                         | Projet pour le palais de la Société des Nations à Genève                                                                                        | 1924                                                        | Tirage d'architecte vernis sur papier. Vernis gratté                                                                            | Lg = 94 cm H = 81 cm                             | Musée des Beaux-Arts de Lyon                                               |                                                          | Numéro d'inventaire : 1952-72 |                                                                                 |
|                                         | Projet pour le palais de la Société des Nations à Genève                                                                                        | 1924                                                        | |                                                  |                                                                            |                                                          | |                                                                                 |
|                                         | Projet de piscine | 1925, 4 mai                                                 | |                                                  |                                                                            |                                                          | |                                                                                 |
|                                         | Projet de ville sur l'eau | 1925, 30 juin                                               | |                                                  |                                                                            |                                                          | |                                                                                 |
| Tirage de 1925 représentant un aéroport | Etude pour le siège de la société des nations - Aéroport                                                                                        | 1925, 23 juillet                                            | Tirage d'architecte rehaussé au fusain, crayon graphite, encre noire, vernis sur papier                                         | Lg = 128,5 cm H = 85 cm                          | Musée des beaux-arts de Lyon                                               |                                                          | Numéro d'inventaire : 1952-65 Biblio. |                                                                                 |
|                                         | Monument aux morts du parc de la Tête d'Or, vue d'ensemble                                                                                      | 1925, 01 septembre                                          | Tirage redessiné au fusain, crayon graphite et crayon noir, gratté et verni sur papier transparent vert                         | Lg = 132 cm H = 77,6 cm                          | Musée des Beaux Arts de Lyon                                               | Monuments aux morts                                      | Numéro d'inventaire : 1970-545 |                                                                                 |
|                                         | Monument aux morts, projet | 1926                                                        | Tirage d'architecte redessiné à la pierre noire, fusain, vernis gratté sur papier                                               | Lg = 126,3 cm H = 92 cm                          | Musée des beaux-arts de Lyon                                               | Monuments aux morts                                      | Numéro d'inventaire : 1952-76. |                                                                                 |
|                                         | Bâtiment d'hydrothérapie (Thalassa) | 1926, 29 octobre                                            | Tirage d'architecte redessiné et rehaussé au crayon graphite, pierre noire, fusain, peinture dorée, vernis sur papier           | Lg = 92 cm H = 108 cm                            | Musée des Beaux-Arts de Lyon                                               |                                                          | Numéro d'inventaire : 1952-62 |                                                                                 |
| dessin d'un bâtiment d'hydrothérapie    | bâtiment d'hydrothérapie, projet 2 Thalassa, | 1926, 17 novembre                                           | tirage d'architecte redessiné et rehaussé au crayon graphite, encre de Chine, pierre noire et peinture dorée, vernis sur papier | Lg = 108,5 cm H = 92,5 cm                        | Musée des beaux-arts de Lyon                                               |                                                          | Numéro d'inventaire : 1952-90Biblio. |                                                                                 |
|                                         | Mairie de Boulogne-Billancourt : coupe longitudinale sur la salle de conseil                                                                    | 1928                                                        | Tirage à l'encre noire |                                                  | Cité de l'architecture et du patrimoine, Centre d'archives de l'IFA, Paris |                                                          | Fonds Garnier, Tony (1869-1948). 302 AA Cote : TG-DES-004-03-01 |                                                                                 |
|                                         | Mairie de Boulogne-Billancourt : coupe Longitudinale sur la salle de conseil et du salon                                                        | 1928                                                        | Tirage à l'encre noire |                                                  | Cité de l'architecture et du patrimoine, Centre d'archives de l'IFA, Paris |                                                          | Fonds Garnier, Tony (1869-1948). 302 AA Cote : TG-DES-004-04-01 |                                                                                 |
|                                         | Stade pour les sports athlétiques. Entrée des athlètes                                                                                          | 1928, 24 avril                                              | |                                                  |                                                                            | Grands travaux de la ville de Lyon                       | |                                                                                 |
|                                         | Stade pour les sports athlétiques. Le quartier des athlètes                                                                                     | 1928, 24 avril                                              | |                                                  |                                                                            | Grands travaux de la ville de Lyon                       | |                                                                                 |
|                                         | Mairie de Boulogne-Billancourt. Projet pour le salon central                                                                                    | 1928, 1 août                                                | |                                                  |                                                                            |                                                          | |                                                                                 |
|                                         | Projet de phare commémoratif de Christophe Colomb à Saint-Domingue                                                                              | 1928                                                        | Crayon noir, crayon graphite, encre noire et projection d'encre, gravure sur papier calque. date à l'encre noire                | Lg = 54 cm H = 34,1 cm                           | Musée des beaux-arts de Lyon                                               |                                                          | Numéro d'inventaire : 1970-644 |                                                                                 |
|                                         | Emmarchements | 1929, 9 octobre                                             | |                                                  |                                                                            |                                                          | |                                                                                 |
|                                         | Ville de Lyon. Hôpital de Grange Blanche. Vue générale                                                                                          | 1935                                                        | Reproduction photographique (photographie d'un dessin) sur papier vélin couché                                                  | Lg = 44 cm H = 32 cm                             | Musée des beaux-arts de Lyon                                               |                                                          | Numéro d'inventaire : 1982-97 |                                                                                 |
|                                         | Cassis, projet d'agrandissement d'une villa | 1930, 23 août                                               | aquarelle | Lg = 193 cm H = 70 cm                            | Musée des beaux-arts de Lyon                                               | Villas                                                   | Numéro d'inventaire, au revers du montage : 1952-49 Biblio. |                                                                                 |
|                                         | Projet d'extension de la villa Garnier à Cassis                                                                                                 | 1932                                                        | Tirage d'architecte redessiné au crayon graphite, crayon noir et peinture dorée et fixatif, gratté sur papier                   | Lg = 89 cm H = 55 cm                             | Musée des Beaux Arts de Lyon                                               | Villas                                                   | Numéro d'inventaire : 1952-89 |                                                                                 |
|                                         | La station de chemin de fer |                                                             | |                                                  | Cité de l'architecture et du patrimoine, Paris                             |                                                          | Collection "Archives d'architecture du XXe siècle" |                                                                                 |
|                                         | Le bâtiment des salles d'expositions temporaires                                                                                                |                                                             | |                                                  | Cité de l'architecture et du patrimoine, Paris                             |                                                          | Collection "Archives d'architecture du XXe siècle" |                                                                                 |
|                                         | La salle des collections de l'école d'enseignement professionnel artistique                                                                     |                                                             | |                                                  | Cité de l'architecture et du patrimoine, Paris                             |                                                          | Collection "Archives d'architecture du XXe siècle" |                                                                                 |
|                                         | La grande piscine |                                                             | |                                                  | Cité de l'architecture et du patrimoine, Paris                             |                                                          | Collection "Archives d'architecture du XXe siècle" |                                                                                 |
|                                         | Ensemble des bâtiments de l'enseignement primaire                                                                                               |                                                             | |                                                  | Cité de l'architecture et du patrimoine, Paris                             |                                                          | Collection "Archives d'architecture du XXe siècle" |                                                                                 |
|                                         | La salle de spectacle d'audition |                                                             | |                                                  | Cité de l'architecture et du patrimoine, Paris                             |                                                          | Collection "Archives d'architecture du XXe siècle" |                                                                                 |
|                                         | Les établissements sanitaires, service de chirurgie                                                                                             |                                                             | |                                                  | Cité de l'architecture et du patrimoine, Paris                             |                                                          | Collection "Archives d'architecture du XXe siècle". Comprend une coupe avec élévation Sud, un plan du rez-de-chaussée                                                  |                                                                                 |
|                                         | Vue générale de l'hôpital |                                                             | |                                                  | Cité de l'architecture et du patrimoine, Paris                             |                                                          | Collection "Archives d'architecture du XXe siècle" |                                                                                 |
|                                         | Plan général d'un quartier d'habitation |                                                             | |                                                  | Cité de l'architecture et du patrimoine, Paris                             |                                                          | Collection "Archives d'architecture du XXe siècle" |                                                                                 |
|                                         | Quartier d'habitation, perspective. Bâtiments à 1 seul niveau                                                                                   |                                                             | |                                                  | Cité de l'architecture et du patrimoine, Paris                             |                                                          | Collection "Archives d'architecture du XXe siècle" |                                                                                 |
|                                         | Quartier d'habitation, perspective. Bâtiments à 2 niveaux et pergolas                                                                           |                                                             | |                                                  | Cité de l'architecture et du patrimoine, Paris                             |                                                          | Collection "Archives d'architecture du XXe siècle" |                                                                                 |
|                                         | Quartier d'habitation, pergolas en façade |                                                             | |                                                  | Cité de l'architecture et du patrimoine, Paris                             |                                                          | Collection "Archives d'architecture du XXe siècle" |                                                                                 |
|                                         | Habitation, détail d'intérieur, salle de famille, cuisine, toilette                                                                             |                                                             | |                                                  | Cité de l'architecture et du patrimoine, Paris                             |                                                          | Collection "Archives d'architecture du XXe siècle" |                                                                                 |
|                                         | Habitations, élévations et plans de maisons jumelées de 3 pièces                                                                                |                                                             | |                                                  | Cité de l'architecture et du patrimoine, Paris                             |                                                          | Collection "Archives d'architecture du XXe siècle" |                                                                                 |
|                                         | Habitation en commun, élévations nord et plans                                                                                                  |                                                             | |                                                  | Cité de l'architecture et du patrimoine, Paris                             |                                                          | Collection "Archives d'architecture du XXe siècle" |                                                                                 |
|                                         | Quartier d'habitation |                                                             | |                                                  | Cité de l'architecture et du patrimoine, Paris                             |                                                          | Collection "Archives d'architecture du XXe siècle" Le principe de mail planté est mis en valeur                                                                        |                                                                                 |